# Vase Aalto
Pour les articles homonymes, voir Aalto et Savoy.
Le vase Aalto ou vase Savoy est un vase d'art conçu par le designer finlandais Alvar Aalto en 1936. Considéré comme un emblème du design finlandais, le vase est toujours commercialisé par Artek et la verrerie Iitala et régulièrement exposé dans des institutions muséales.

## Historique
Le vase était à l’origine dessiné pour participer à un concours d’entrée dans l’entreprise de verrerie Karhula-Iittala en 1936. 
Les formes s’inspiraient de la robe des femmes Saami. Appelé Eskimåkvinnans skinnbyxa (le haut-de-chausses en cuir des femmes esquimaudes), le dessin était constitué d’une série de crayonnages sur des bouts de carton et des papiers de brouillon. Aalto a créé les prototypes initiaux en soufflant du verre au centre d’une composition faite de bâton en bois plantés dans le sol, laissant la pâte de verre se gonfler seulement par endroits et créer des lignes ondulantes. Le vase était à l’origine manufacturé dans la verrerie en utilisant un moule en bois qui se consumait progressivement. 
Ce vase fut par la suite présenté en 1937 lors de l’Exposition internationale des Arts et Techniques dans la Vie moderne à Paris.
Le nom de vase Savoy lui fut donné à la suite de l'acquisition du vase, ainsi que ses droits, par le restaurant le Savoy d'Helsinki. Aalto n’a jamais gagné d’argent avec ce vase car le design appartenait à l’usine pour laquelle le concours avait été organisé.
Le vase a été produit dans tout une gamme de couleurs. La simplicité du vase continue à le rendre populaire, même au XXIe siècle. Des versions plus petites du vase, comme Aalto l’avait dessiné avec les soudures visibles et légèrement incurvé à la base, sont toujours produites par le verrier Iittala dans la ville éponyme en Finlande. Des versions plus grandes sont aussi exécutées d’après les dessins d’Aalto, mais sans les soudures. Il faut encore aujourd'hui sept artisans souffleurs de verre pour créer ce vase.

## Référence culturelle
Avec le succès, le vase Aalto est devenu une référence mondial du design et notamment du travail d'Alvar Aalto. À ce titre, il est régulièrement exposé dans des musées ou institutions consacrés aux arts décoratifs et au design. En 2018, il est ainsi l'un des objets phares (au même titre que le tabouret Stool 60 ou le fauteuil Paimio) d'une exposition à la Cité de l’Architecture et du Patrimoine.